# Charles Aumont
Charles Georg Adlaid Aumont (født 10. august 1823 i København, død 23. november 1905) var en dansk bankdirektør, far til Arthur Aumont.
Han var søn af major og bankassistent Jean Pierre Marie Aumont og Anna Elisabeth født Jeanty, arbejdede i Privatbanken og blev ved Nicolai Fugls død i begyndelsen af 1867 anden direktør, mens C.F. Tietgen blev første direktør (adm. direktør). 15. november 1888 blev han Ridder af Dannebrog.

## Familie
12. maj 1847 ægtede han i Frederiksberg Kirke Anna Scolastica von Nutzhorn (født d. 24. december 1819 i Fredericia – død d. 5. januar 1895 i København).
I 1890 boede han i villaen Marstrandsvej 2 (Vejen hedder i dag A.L. Drewsens Vej) sammen med hustruen Anna og børnene Maria Aumont og Journalist Arthur Aumont.